# Municipio de Falling Spring
El municipio de Falling Spring (en inglés: Falling Spring Township) es un municipio ubicado en el condado de Oregon en el estado estadounidense de Misuri. En el año 2010 tenía una población de 31 habitantes y una densidad poblacional de 0,3 personas por km².

## Geografía
El municipio de Falling Spring se encuentra ubicado en las coordenadas 36°49′55″N 91°16′54″O / 36.83194, -91.28167. Según la Oficina del Censo de los Estados Unidos, el municipio tiene una superficie total de 103.73 km², de la cual 103,53 km² corresponden a tierra firme y (0,2 %) 0,2 km² es agua.

## Demografía
Según el censo de 2010, había 31 personas residiendo en el municipio de Falling Spring. La densidad de población era de 0,3 hab./km². De los 31 habitantes, el municipio de Falling Spring estaba compuesto por el 80,65 % blancos, el 9,68 % eran amerindios, el 3,23 % eran isleños del Pacífico y el 6,45 % eran de una mezcla de razas. Del total de la población el 0 % eran hispanos o latinos de cualquier raza.